# Kalkquellmoor bei Klein Rheide
Kalkquellmoor bei Klein Rheide este o arie protejată (arie specială de conservare — SAC, sit de importanță comunitară — SCI) din Germania întinsă pe o suprafață de 19 ha, integral pe uscat.

## Localizare
Centrul sitului Kalkquellmoor bei Klein Rheide este situat la coordonatele 54°27′48″N 9°27′40″E / 54.4633°N 9.4611°E.

## Înființare
Situl Kalkquellmoor bei Klein Rheide a fost declarat sit de importanță comunitară în septembrie 2004 pentru a proteja un număr necunoscut de specii din flora spontană și fauna sălbatică aflate în arealul zonei. Situl a fost protejat și ca arie specială de conservare în ianuarie 2010.

## Biodiversitate
Situată în ecoregiunea atlantică, aria protejată conține 2 habitate naturale: Mlaștini turboase de tranziție și turbării mișcătoare, Mlaștini alcaline.
La baza desemnării sitului se află un număr nedeclarat de specii protejate: